# Makrofág

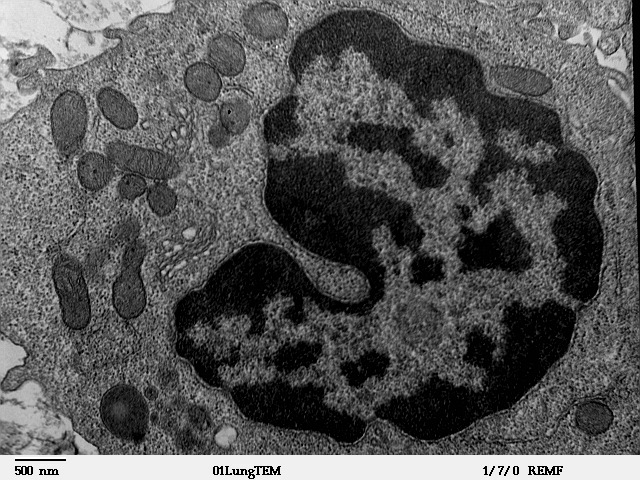
Tüdőben lévő makrofág elektronmikroszkópos képe

A makrofágok (görögül "nagy evő") a fehérvérsejtek egy csoportja, amelyek elsődleges feladata, hogy bekebelezzék és eltakarítsák a szervezetben a sejttörmeléket, baktériumokat, ráksejteket és általában minden idegen testet, amely nem hordozza felületén a megfelelő fehérjemolekulákat. Ezek a jókora, amőbaszerű mozgással közlekedő sejtek gyakorlatilag valamennyi szövetben megtalálhatóak (ahol specializált alcsoportjaikat hisztiocitának, Kupffer-sejtnek, alveoláris makrofágnak, mikrogliának stb. nevezhetik). Fontos szerepet játszanak a veleszületett immunrendszer működésében és a szerzett immunrendszerben segítenek beindítani a védekezési mechanizmusokat, például antigéneket prezentálnak a T-limfocitáknak. 
Két csoportjuk egymással ellentétes feladatot lát el: az M1 makrofágok stimulálják a védekezést és beindítják a gyulladásos folyamatokat; az M2 makrofágok viszont csökkentik a gyulladást és elősegítik a szöveti regenerálódást.
Az emberi makrofágok átmérője mintegy 21 mikrométer és a véráramból a szövetekbe vándorló monocitákból jönnek létre. A makrofágokat az orosz I. I. Mecsnyikov fedezte fel 1884-ben.

## Feladataik

A fagocitózis folyamata:a. a kórokozó bekebelezése, létrejön a fagoszóma
b. a lizoszómákkal való fúzió után a fagolizószóma megemészti a baktériumot
c.Az emészthetetlen törmelék távozik a sejtből. 1. kórokozó; 2. fagoszóma; 3. lizoszóma; 4. hulladék; 5. citoplazma; 6. sejtmembrán

A vérben keringő monociták a véredény falán, endotéliumán átlépve kerülnek be a szövetek sejtközti terébe és több lépésben átalakulnak makrofágokká. Erre többek között a szövetpusztuláskor a sejtekből felszabaduló anyagok, vagy a már helyszínen tartózkodó makrofágok által kibocsátott citokinek késztetik őket. A hasonló feladatú, gyulladási folyamatban részt vevő vagy kórokozókat eltakarító neutrofil granulocitáktól eltérően a makrofágok nem néhány napig, hanem akár több hónapig élnek.
Jellemző felszíni fehérjéik (amely alapján flow citometriával vagy immunhisztokémiai festéssel detektáják őket): CD14, CD40, CD11b, CD64, F4/80 (egér)/EMR1 (ember), lizozim M, MAC-1/MAC-3 és CD68. 

### Fagocitózis
A makrofágok igen jól specializálódtak arra, hogy fagocitózissal eltakarítsák a pusztuló és halott sejteket, valamint az utánuk maradt törmeléket. A gyulladásos folyamatok elején még a neutrofil granulociták vannak többségben, majd 48 óra után elkezdenek tömegesen pusztulni és felfalják őket a makrofágok.
Az egészséges szövetekben (pl. tüdő, máj, idegrendszer, csont, lép, kötőszövet) "állandó" makrofágok járőröznek, amelyek szintén eltakarítják az elhalt sejteket, bekebelezik a kórokozókat vagy egyéb idegen testeket (mint a tüdőbe kerülő finom porszemek). Szükség esetén citokinek kibocsátásával újabb makrofágokat hívnak a helyszínre.
Amikor a makrofág bekebelez egy idegen testet (baktériumot, sejtdarabot), azt körbeveszi a sejthártyájával és körülötte létrehoz egy fagoszómát. Ehhez egy bontóenzimekkel és peroxidokkal teli lizoszóma kapcsolódik és a keletkező fagolizoszóma lebontja a belsejében lévő szerves anyagokat. Egyes baktériumok, mint a tüdővész kórokozója, a Mycobacterium tuberculosis megtanulta hogyan álljon ellen az emésztőenzimeknek. A Salmonella törzsek maguk indukálják a fagocitózist, hogy aztán blokkolják a lizoszóma enzimeit és a makrofágot saját szaporodásukhoz használják fel és elpusztítsák. Egy makrofág mintegy 100 baktériumot tud megemészteni.

### A szerzett immunrendszerben játszott szerepük
A fizikai takarításon kívül a makrofágok fontos szerepet játszanak az immunreakció működésében. A dendritikus sejtekkel és B-limfocitákkal együtt prezentálják a kórokozók antigénjeit a T-limfociták számára, hogy azok felismerhessék a hasonló jelzést viselő sejteket és elpusztíthassák őket. Az antigének az esetek többségében a bakteriális felszíni fehérjék (amelyekhez a limfociták könnyen hozzáférnek) darabjai, amelyeket a makrofág a saját felszínére tesz ki, úgy hogy az az MHC II (major histocompatibility complex - fő hisztokompatibilitási komplex) molekulához kapcsolódik. Az MHC II-vel jelzi a többi fehérvérsejt számára, hogy bár baktériumantigént visel, ő maga nem betolakodó. 
A prezentált antigén-MHC II komplexet a T-helper limfociták ismerik fel, amelyek elősegítik az antigénhez illeszkedő ellenanyag (antitest) képződését. Az ellenanyag a többi baktériumhoz kötődik, amely megkönnyíti a makrofág számára is, hogy felismerje és bekebelezze a kórokozót. Egyes baktériumok meg tudják akadályozni a makrofágok kapcsolódását.
A T-helper limfociták differenciálódását az interleukin-12 fokozza, amelyet szintén a makrofágok bocsátanak ki.  
A makrofágok és monociták szabályozó anyagokat (a citokinek ún. "monokin" csoportját, pl. interleukin-1) termelnek, amelyek befolyásolják az immunválasz lefolyását és a gyulladást. A felületükön található limfokin-receptorok aktivációjával a makrofágok átállnak egy agresszívabb kórokozó- és tumorsejt-felkutató módba. 

#### Altípusok
Egyes vélemények szerint a makrofágok két altípusra oszlanak:. az M1 vagy "killer" makrofágokat a baktériumok felszínén található lipopoliszacharidok és a gamma-interferon aktiválja, nagy mennyiségű interleukin-12-t (IL-12) és kevés IL-10-et termelnek; elősegítik a gyulladást és elsődleges funkciójuk a patogének elleni harc. Ezzel szemben az M2 vagy "javító" makrofágok fő profilja a sebgyógyulás és szövetregeneráció, gyulladásellenes citokineket bocsátanak ki (sok IL-10, transzformáló növekedési faktor béta és kevés IL-12). A szöveti állandó makrofágok az utóbbi csoportba tartoznak. A tumorok növekedését elősegítő makrofágok is M2 jellegűek.
Mindkét típus segítheti az érelmeszesedés kifejlődését. Az M1 típus az érfalak gyulladásával, az M2 makrofágok pedig felveszik a zsírokat a véredények faláról, amitől "habos" megjelenésűek lesznek, maguk is elpusztulnak és nagyobb tömegben hozzájárulnak a nekrotizáló plakkok kialakulásához.

### Sebgyógyulás
A fenti mechanizmusok alapján a makrofágoknak alapvető szerepük van az izomregenerációban és a sebek gyógyulásában. A sebesülések helyére először a neutrofil granulociták gyűlnek, majd két nap után felváltják őket a makrofágok, amelyek felfalják az esetleges kórokozókat és a sérült szöveteket. A harmadik-negyedik naptól kezdve citokineket és növekedési faktorokat termelnek, amelyek odavonzzák a seb gyógyulásában szerepet játszó egyéb sejteket, elősegítik a friss hámfelület és a sarjszövet kialakulását.
A kétéltűeknél alapvető szerepük van az elvesztett végtagok regenerációjában. A szalamandrák makrofágjainak eltávolításával a regenerációs és hegesedési folyamat leállt.
Makrofágok bontják le a folyamatosan újratermelődő és pusztuló vörösvértesteket is. A hemoglobin vasionjait ideiglenesen a makrofágok tárolják. A vér magas vasszintje vagy gyulladás esetén a sejtekből való vaskiáramlás gátlás alá kerül.

## Szöveti makrofágok

Giemsa-festéssel színezett makrofág rajza

A makrofágok nagyobbik része a szervezet azon pontjain állomásozik, ahol nagyobb eséllyel várható a baktériumok inváziója vagy idegen testek behatolása. Ezen sejtek összességét mononukleáris fagocitarendszernek (korábban retikuloendoteliális rendszer) nevezzük. A különböző szövetek makrofágjai más-más szövettani nevet kaptak:
| Sejt                                       | Helyszín                            |
| zsírszöveti makrofágok                     | zsírszövet                          |
| monociták                                  | csontvelő/vér                       |
| Kupffer-sejtek                             | máj                                 |
| nyirokcsomó-hisztiociták                   | nyirokcsomó                         |
| alveoláris makrofágok                      | a tüdő léghólyagocskái (alveolusai) |
| óriássejtekké fuzionáló szöveti makrofágok | kötőszövet                          |
| Langerhans-sejtek                          | bőr és nyálkahártya                 |
| mikrogliák                                 | központi idegrendszer               |
| Hofbauer-sejtek                            | méhlepény                           |
| Intraglomeruláris mezangiális sejtek       | vese                                |
| oszteoklasztok                             | csont                               |
| Epitelioid sejtek                          | granulómák                          |
| vörös pulpa makrofágok                     | lép                                 |
| peritoneális makrofágok                    | hashártya                           |

## Kórképek
A makrofágok, mint az immunrendszer fontos részei sokféle betegségben érintettek. Ők a felelősek a granulómákért, az olyan gyulladásos léziókért, amelyek hisztiociták (makrofágok) tömegéből gyűlnek össze valamilyen test körül, amely immunreakciót vált ki. 
Bizonyos kórokozók, mint tuberkulózist kiváltó Mycobacterium tuberculosis vagy a Leishmania-fajok a makrofágokban élnek és szaporodnak és ezáltal képesek kikerülni az immunrendszer támadásait. 
Az Afrikában elterjedt, szúnyogok által terjesztett Chikungunya-vírus az ízületek makrofágjait támadja meg, helyi gyulladást okozva. Egyéb, makrofágokban megbúvó kórokozók még az adenovírusok, a brucellózist okozó Brucella-fajok, vagy a Legionella pneumophila. A HIV is képes megfertőzni őket és bár ellenállóbbak, mint a T-sejtek, a betegség során a vírus rezervoárjaként szolgálhatnak.
A makrofágok súlyosbító szerepet játszhatnak az érelmeszesedés során a plakkok kialalulásában, amikor fagocitálják az érfalon felgyülemlett zsírt, majd maguk is elpusztulnak..
A makrofágok által kibocsátott anyagok, mint a vaszkuláris endoteliális növekedési faktor, segítik az érképződést a kialakuló tumorokban és lehetővé teszik azok növekedését. A rák fejlődéséhez más szignálmolekulák (tumornekrózis-faktor α, makrofág kolóniastimuláló faktor (M-CSF/CSF1), IL-1, IL-6) is hozzájárulhatnak. Elhízott személyekben a zsírszövetben felszaporodnak a gyulladáselősegítő makrofágok, amely elősegíteni látszik az inzulinrezisztencia és a 2. típusú cukorbetegség kialakulását.

## Fordítás
- Ez a szócikk részben vagy egészben  a   Macrophage című angol Wikipédia-szócikk ezen változatának fordításán alapul.  Az eredeti cikk szerkesztőit annak laptörténete sorolja fel. Ez a jelzés csupán a megfogalmazás eredetét és a szerzői jogokat jelzi, nem szolgál a cikkben szereplő információk forrásmegjelöléseként.